# 特里敦 (內布拉斯加州)
特里敦（英語：Terrytown）是位於美國內布拉斯加州斯科茨布拉夫縣的村。

## 人口
根據2020年美國人口普查的數據，特里敦的面積為1.32平方千米，當中陸地面積為1.23平方千米，而水域面積為0.09平方千米。當地共有人口1057人，而人口密度為每平方千米801人。